# Камден (Њујорк)
Камден (енгл. Camden) град је у америчкој савезној држави Њујорк.

## Демографија
По попису из 2010. године број становника је 2.231, што је 99 (-4,2%) становника мање него 2000. године.
| Група             | 2000.         | 2010.         |
| Белци             | 2.245 (96,4%) | 2.174 (97,4%) |
| Афроамериканци    | 9 (0,4%)      | 8 (0,4%)      |
| Азијати           | 17 (0,7%)     | 7 (0,3%)      |
| Хиспаноамериканци | 31 (1,3%)     | 16 (0,7%)     |
| Укупно            | 2.330         | 2.231         |